# Меномони Фолс (Висконсин)
Меномони Фолс (енгл. Menomonee Falls) град је у америчкој савезној држави Висконсин.

## Демографија
По попису из 2010. године број становника је 35.626, што је 2.979 (9,1%) становника више него 2000. године.
| Група             | 2000.          | 2010.          |
| Белци             | 31.225 (95,6%) | 32.140 (90,2%) |
| Афроамериканци    | 479 (1,5%)     | 1.062 (3,0%)   |
| Азијати           | 288 (0,9%)     | 1.250 (3,5%)   |
| Хиспаноамериканци | 377 (1,2%)     | 697 (2,0%)     |
| Укупно            | 32.647         | 35.626         |